# Règle de Taylor
La règle de Taylor est une règle de politique monétaire, selon laquelle la banque centrale doit fixer ses taux d'intérêt en fonction de l'écart entre l'inflation désirée et l'inflation effective. Elle relie le taux d'intérêt décidé par la banque centrale au taux d'inflation de l'économie et à l’écart entre le niveau du PIB et son niveau potentiel.
Elle a été énoncée en premier lieu par l’économiste John B. Taylor, en 1993.

## Concept
La règle se formalise ainsi :
{\displaystyle \mathbf {i_{t}=\pi _{t}+\rho +\theta _{\pi }(\pi _{t}-\pi _{t}^{*})+\theta _{y}(y_{t}-{\bar {y}}_{t})} }
avec comme variables :
- {\displaystyle i_{t}} le taux directeur fixé par la banque centrale à l’instant {\displaystyle t}
- {\displaystyle \pi _{t}} le niveau d'inflation
- {\displaystyle \pi _{t}^{*}} la cible d'inflation de la banque centrale
- {\displaystyle \rho } le taux d'intérêt réel de long terme
- {\displaystyle y_{t}} le niveau du PIB
- {\displaystyle {\bar {y}}_{t}} le niveau respectif du PIB potentiel, et {\displaystyle \theta _{\pi }} et {\displaystyle \theta _{y}} des coefficients
- {\displaystyle \theta _{\pi }} le coefficient d'importance attribuée à l'inflation[1]
- {\displaystyle \theta _{y}} le coefficient d'importance attribuée à la croissance[2]

L’équation de Taylor (ou bien une de ses variantes) fournit alors un moyen de calculer le principal taux directeur de la banque centrale, ce dernier ayant une grande influence sur les taux d’intérêt de la zone économique. Taylor a cherché à donner une valeur "optimale" aux coefficients {\displaystyle \theta _{\pi }} et {\displaystyle \theta _{y}} en les calculant à partir des valeurs observées (estimation économétrique) des variables intervenant dans l'équation en ne retenant que les périodes où la banque centrale a atteint ses objectifs, ou semble l'avoir fait - d'où le caractère "optimal" de sa règle. Extrapoler ainsi les tendances passées est toutefois une opération hasardeuse dans le monde mouvant de l'économie. La crise de 2008 a d'ailleurs porté un coup très sévère à la règle de Taylor, l'écart soudain et important entre PIB et PIB potentiel, ainsi que la disparition rapide de l'inflation, conduisait à un taux directeur fortement négatif (en dessous de -4% aux États-Unis entre 2010 et 2014), ce qui n'a aucun sens - les banques centrales ayant alors opté pour un taux nul ou, pour certaines d'entre elles (Suisse, Japon, Danemark, par exemple) pour un taux (très) légèrement négatif, à certains moments.[réf. nécessaire]
À l'origine, Taylor  avait l'intention de fournir une règle pour établir les contours de la politique des taux d'intérêt de la Fed.
Il avait ainsi l'objectif de concevoir une alternative à la fixation des taux d'intérêt de court terme de la politique monétaire.
Il mettait ainsi l'accent sur la simplicité et la robustesse. Cette règle devait servir à comprendre et évaluer la politique monétaire des banques centrales. Mais elle devait en même temps introduire un concept de ligne directrice, guidant les décisions politiques des banques centrales.
En partant de la situation juridique aux États-Unis d'Amérique (la Fed doit prendre en compte le niveau des prix et l'évolution conjoncturelle), la politique des taux d'intérêt devrait alors dépendre du taux d'inflation actuel et de la situation conjoncturelle.

## Interprétation
Selon cette règle, {\displaystyle \theta _{\pi }} et {\displaystyle \theta _{y}} doivent être compris dans l'ensemble {\displaystyle [0;1]} (Taylor proposait dans son article de 1993 que {\displaystyle \theta _{\pi }=\theta _{y}=0{,}5}). Cette règle suggère un taux d'intérêt relativement haut (politique monétaire restrictive) quand l'inflation dépasse sa cible ou quand l'économie semble être « en surchauffe » et inversement, un taux d'intérêt relativement bas (politique monétaire accommodante) dans les situations opposées. 
Parfois, les objectifs des politiques économiques peuvent être contradictoires, par exemple lorsqu'il y a stagflation : l'inflation dépassant sa cible alors que l'économie est en situation de sous-emploi. Dans ce cas, la règle de Taylor aide à mettre en balance ces différentes considérations pour fixer le taux d'intérêt. Plus précisément, en spécifiant {\displaystyle \theta _{\pi }>0}, Taylor suggère que les banques centrales doivent augmenter le taux d'intérêt nominal pour chaque augmentation de l'inflation. En d'autres termes, en considérant que le taux d'intérêt réel est approximativement le taux d'intérêt nominal moins l'inflation, poser {\displaystyle \theta _{\pi }>0} revient à dire que lorsque l'inflation augmente, le taux d'intérêt réel doit également augmenter.